# عبد المعين عبد المجيد
عبد المعين عبد المجيد إعلامي سوري، من مواليد الميادين دير الزور 1956، مقدم برامج ومخرج للبرامج المنوعة والثقافية والخدمية، حاصل على شهادة (معهد إعداد إعلامي – قسم الصحافة).
تلقى دروساً ودورات في التصوير التلفزيوني وآلية عمل الكاميرا المحمولة، كما تلقى عدة دورات تدريبية في هندسة الصوت والمونتاج الإلكتروني بالإضافة إلى دورات في الإضاءة.
عمل في عدة وسائل إعلامية مكتوبة ومرئية:

## في الصحافة المكتوبة.
في بداية حياته الإعلامية عمّل محرراً في مجلة «هنا دمشق» 1977 وأخرج العديد من صفحات المجلة، وفي عام 1980 عمل أيضاً مخرجاً في صحيفة الثورة.

## في التلفزيون السوري.
- 1977 بدأ عمله التلفزيوني في الهيئة العامة للإذاعة والتلفزيون وخلال سنوات عمله قام بإعداد وتقديم وتصوير وإخراج العديد من البرامج:
- 1980 مشاركة بإعداد وتقديم البرنامج الخدمي «مرصد التلفزيون» على قناة سوريا الأولى.
- 1982 محرر في قسم الأخبار.
- 1983 مشاركة بإعداد وتقديم البرنامج الخدمي «محطات تلفزيونية».
- 1984 Reporter في معظم البرامج الخدمية والتنموية.
- 1984 مشاركة بإعداد برنامج «محطات رياضية» تقديم عدنان بوظو.
- 1985 إعداد وتصوير وإخراج برنامج «الكاميرا 9» الذي يتضمن مشاهد الإسعاف في المشافي وإعطاء النصائح في الأخطاء الشائعة أثناء إسعاف المريض قبل وصوله إلى المشفى.
- 1985 مشاركة بإعداد وتقديم البرنامج الثقافي «موزاييك» على قناة سوريا الثانية وبدأ في أول يوم من انطلاقة القناة.
- 1985 تقديم البرنامج المنوع الأرشيفي «ألوان».
- 1986 مشاركة بإعداد وتقديم برنامج «مسا الخير».
- 1987 مشاركة بإعداد وتقديم البرنامج الخدمي «ستديو 1».
- 1988 إعداد وتقديم وإخراج البرنامج الشهير «التلفزيون والناس» الذي وضع علامة فارقة في التلفزيون السوري للبرنامج الاجتماعي المنوع، وما زال حتى اليوم برنامجاً متابعاً من كافة شرائح المجتمع.

والجدير بالذكر أن أسلوب البرنامج أصبح منتشراً ويستَثمر من الإعلاميين ومقدمي البرامج في صنع البرامج.
- 1993 قدم عدة سهرات تلفزيونية مع الفنان دريد لحام منها: «طائرة الفرح».
- 1995 إعداد وتقديم البرنامج الكوميدي «سامحونا».
- 1995 إعداد وتقديم برنامج «رمضان والناس» - يعرض دورياً في كل عام-.
- 1995 إعداد وتقديم برنامج «العيد والناس» - يعرض دورياً في كل الأعياد.
- 2005 إعداد وتقديم وإخراج برنامج المسابقات «على حسابنا».
- 2012 استقال من التلفزيون العربي السوري سنة
- 2015 انتقل إلى تركيا ليقيم في إسطنبول
- 2016 إعداد وتقديم برنامج «شباك الناس» في إسطنبول وذلك في أول عمل له في تركيا مع أول إذاعة عربية خاصة في إسطنبول "[1]راديو شباك"
- 2017 إعداد وتقديم برنامج «وين ماكنتو تكونو» مع موقع مجلة «عنب بلدي» في إسطنبول

- قام بتأسيس العديد من المراكز الإذاعية والتلفزيونية في سوريا ففي عام 1990 كان مشرفاً على مركز المنطقة الشرقية (دير الزور، الحسكة، الرقة) وفي العام 2002 أسس وقام بإدارة المركز الإذاعي والتلفزيوني في محافظة إدلب وفي العام 2004 مشرفاً فنياً على البث المحلي في جميع المحافظات السورية وفي العام 2008 أسس وقام بإدارة المركز الإذاعي والتلفزيوني في محافظة القنيطرة لتغطية أهم الأحداث في القنيطرة.

## كما شارك في أعمال درامية تلفزيونية بدور الصحفي المذيع ومنها
- «لك يا شام» مع المخرج غسان جبري.
- «صوت الفضاء الرنان» مع المخرج مأمون البني.
- «أبو الهنا» مع المخرج هشام شربتجي.

بعد هذه التجربة الطويلة في مجال صناعة البرنامج التلفزيوني كان له نصيب من البرامج القوية والشهيرة على أهم القنوات العربية منها:
- 1990 - مشاركة إعداد البرنامج التعليمي «عند جهينة الخبر اليقين».
- 1993- إعداد وتقديم البرنامج الشهير «منكم وإليكم والسلام عليكم» والذي حقق نقلة نوعية على مستوى البرامج في الوطن العربي وعرضته قناة MBC وما زالت بعض المحطات العربية تعرضه حتى اليوم وهو من إنتاج «شركة الفيصل».
- 1994- إعداد وتقديم برنامج «كان زمان» من إخراج «هيثم الزرزوي» وإنتاج شركة «الشام الدولية» عرض على قنوات راديو وتلفزيون العرب ART
- 1995- إعداد وتقديم البرنامج المنوع «كاميرا الشام» إخراج أيمن زيدان ومن إنتاج شركة «الشام الدولية» عرض على قنوات راديو وتلفزيون العرب ART.
- 1995- إعداد وتقديم برنامج «بدون مونتاج» من إخراج هشام شربتجي.
- 1996- إعداد وتقديم البرنامج الديني «وبالوالدين إحسانا» من إخراج «بديع درويش» وإنتاج شركة «الشام الدولية» عرض على قنوات راديو وتلفزيون العرب ART.
- 1996- إعداد وتقديم البرنامج الاجتماعي «أمهاتنا» من إخراج «بديع درويش» وإنتاج شركة «الشام الدولية» عرض على قنوات راديو وتلفزيون العرب ART.
- 1997- إعداد وتقديم البرنامج الاجتماعي «الحياة أمل» من إخراج «بديع درويش» وإنتاج شركة «الشام الدولية» عرض على قنوات راديو وتلفزيون العرب ART.
- 1999- إعداد وتقديم برنامج «روح الأنغام» من إخراج «ناجي طعمي» إنتاج شركة «الشام الدولية»، عرض على قنوات راديو وتلفزيون العرب ART.
- 2001- إعداد البرنامج الديني التاريخي «الإسلام في بلغاريا».

## الجوائز التي حصل عليها
- جائزة أفضل برنامج كوميدي في مهرجان القاهرة الدولي عن برنامج «منكم وإليكم والسلام عليكم» عام 1993 والذي يتضمن مشاهد للكاميرا الخفية وهو أول برنامج سوري يعرض خارج المحطات السورية وعلى معظم المحطات العربية.
- جائزة أفضل برنامج ديني اجتماعي (وثائقي تسجيلي) في مهرجان ART عن برنامج «وبالوالدين إحسانا» عام 1994.
- جائزة أفضل برنامج اجتماعي وثائقي في مهرجان راديو تلفزيون العرب ART عن برنامج «الحياة أمل» عام 1995.

## الهوايات
كرة القدم لعبته الأساسية وكان من أفراد أول منتخب لشباب سوريا لكرة القدم وأيضاً لديه محاولات في الفن التشكيلي من رسم ونحت.